# 支配与臣服
支配与臣服，是涉及性的事情或生活情况中，一个人臣服于另一个人的风俗、礼仪、行为。
在支配与臣服中，身体接触并不是必须的，可以通过电话，电子邮件或其他联络方式进行。如果进行身体接触，有时会变成施虐与受虐。在支配与臣服中，双方都享受支配或被支配，处于优势的一方成为支配方，处于从属地位的一方被称为臣服方。